# Juiz não é Deus

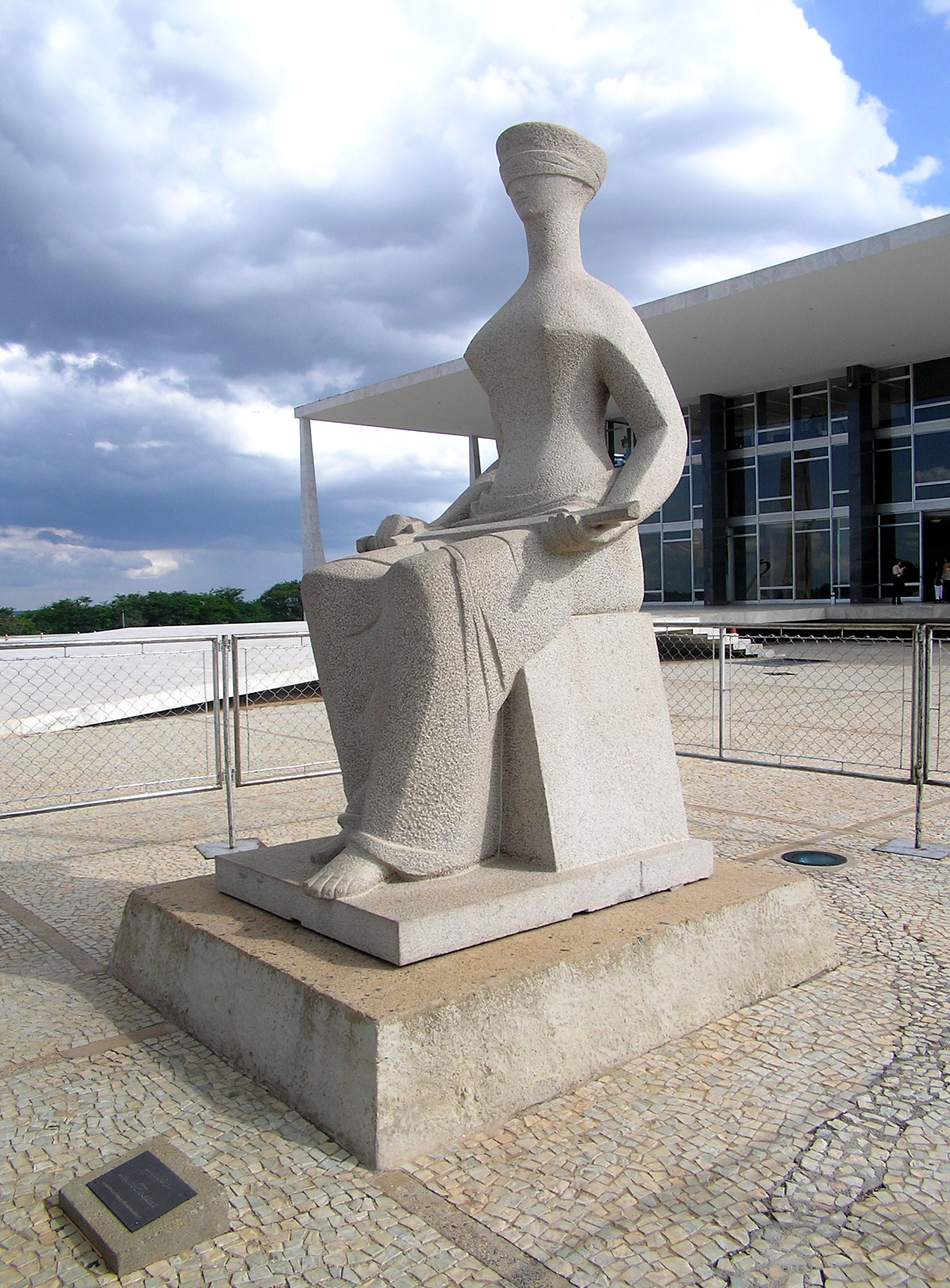
Escultura "A Justiça", de Alfredo Ceschiatti. Os olhos vendados indicam a imparcialidade e a espada simboliza a força para impor o direito.

O caso Luciana Tamburini se refere ao episódio em que a agente de trânsito Luciana Silva Tamburini foi condenada por desacato por afirmar que o juiz de direito João Carlos de Souza Correa era juiz mas não era Deus, ao abordá-lo em uma blitz da operação Lei Seca em 12 de fevereiro de 2011.
O juiz estava dirigindo sem habilitação um automóvel sem placas de identificação nem documentação e foi autuado por Tamburini. Após discussão, Correa deu voz de prisão à agente. A conduta de Correa foi alvo de processo disciplinar e julgada pelo Órgão Especial do Tribunal de Justiça do Rio de Janeiro, que considerou adequada a postura do magistrado. O episódio gerou revolta e manifestações de apoio à agente de trânsito e exigindo justiça contra Correa tanto na mídia como nas redes sociais.

## Descrição
João Carlos Correa foi abordado por Luciana Tamburini em uma blitz da operação Lei Seca em 12 de fevereiro de 2011 conduzindo sem carteira de habilitação um automóvel Land Rover sem placa nem documentos. Correa dirigiu-se ao tenente responsável pela operação explicando que era Juiz e, segundo Tamburini, pedindo para ser liberado. Tamburini decidiu que o veículo deveria ser aprendido e explicou os motivos da autuação. Correa lhe deu voz de prisão. Luciana então afirmou: "- É Juiz mas não é Deus." Assim, todos se dirigiram à delegacia de polícia.
Após o incidente, Tamburini moveu processo na Justiça contra Correa alegando ter sido ofendida durante exercício de sua função.
O caso foi julgado em primeira instância na 36ª Vara Cível do Tribunal de Justiça do Estado do Rio de Janeiro que entendeu que a vítima fora o Juiz e não a agente de trânsito sob a justificativa de que a servidora agira "com abuso de poder" e zombara do magistrado ao afirmar que ele "era juiz, mas não Deus".
Tamburini entrou com recurso em segunda instância. Ao analisar o recurso, o desembargador José Carlos Paes alegou que "nada mais natural que, ao se identificar, o réu tenha informado à agente de trânsito de que era um juiz de Direito", concluindo que o juiz não agira com a "carteirada" alegada por Tamburini. Ele entendeu que a agente "agiu com abuso de poder, ofendendo o réu, mesmo ciente da função pública desempenhada por ele" e ponderou que "em defesa da própria função pública que desempenha, nada mais restou ao magistrado, a não ser determinar a prisão da recorrente, que desafiou a própria magistratura e tudo o que ela representa". O desembargador também a condenou a indenizar o Juiz com 5 mil reais. No dia 12 de novembro, os magistrados da 14ª Câmara Cível do tribunal de Justiça do Rio foram unânimes em seguir a recomendação do desembargador, mantendo a decisão juíza de primeira instância Andrea Quintella.
Este episódio motivou a abertura de uma procedimento administrativo disciplinar contra Correa no Órgão Especial do Tribunal de Justiça do Rio de Janeiro em agosto de 2013. O processo correu em sigilo e os desembargadores que analisam o caso decidiram por maioria de votos que a postura de Correa não violara o esperado do magistrado "tanto na vida pública como na particular".
Tamburini reafirma sua posição "dizer que o juiz não é Deus é um fato, não desacato" e que não fez "nada de extraordinário" além de "seu trabalho". Entende que isso deveria ser encarado com normalidade. Diz que não se arrepende do fato, que "faria tudo de novo" e que pretendia recorrer ao Superior Tribunal de Justiça. Em março de 2015, no entanto, a 3ª vice-presidência do Tribunal de Justiça do Rio de Janeiro rejeitou os recursos que Tamburini desejava propor ao Superior Tribunal de Justiça e ao Supremo Tribunal Federal. Diante disto, Tamburini ainda pode entrar com recurso diretamente nestes tribunais em Brasília.
Em 9 de setembro de 2020, a sentença foi reformada e Tamburini foi isentada de pagar a indenização.

## Repercussão
O episódio gerou repercussão na mídia e nas redes sociais com manifestações de revolta aos fatos e apoio à agente de trânsito. Correa foi chamado em reportagem da revista IstoÉ de "o rei da carteirada". Já o jornal O Globo afirmou em reportagem que a carreira de João Carlos é marcada por polêmicas, citando um episódio no qual o juiz chegou a chamar a Polícia Federal após tentar entrar em navio para comprar no Duty-free Shop.
Rossidélio Lopes da Fonte, presidente da Associação dos Magistrados do Estado do Rio de Janeiro, embora acredite que não tenha havido corporativismo no caso, afirmou que o juiz deve se comportar como qualquer cidadão diante de uma blitz.
Armando Souza, presidente da Comissão de Legislação de Trânsito, da Ordem dos Advogados do Brasil, Rio de Janeiro, tampouco crê em coorporativismo, mas ponderou que não vislumbrou "nenhuma intenção por parte da agente de trânsito, de ofender a honra do magistrado e não percebeu qualquer dano a ser reparado por Tamburini". Souza observou que "Todos nós somos iguais perante a lei, também o magistrado é igual e deve respeitar a legislação. Todos são iguais - seja senador, magistrado, jogador de futebol, advogado. Todos, temos que respeitar a lei”.
O Detran igualmente informou em nota que a corregedoria do órgão analisara a conduta dos agentes envolvidos no episódio que não constatara irregularidades.
A Federação Nacional dos Sindicatos dos Detrans, em especial, o Sindicato dos Funcionários do DETRAN/RJ, também emitiu nota de repúdio à decisão da Justiça e em solidariedade a Tamburini. Segundo o Sindicato, o "condutor João Carlos de Souza Correa insinuou pretender tratamento privilegiado ao se apresentar como Juiz de Direito quando da abordagem em fiscalização da blitz da Lei Seca, estando em condutas infrativas tipificadas no Código de Trânsito Brasileiro - CTB." Repudiaram, ainda, "todo complexo de superioridade, egocentrismo, rispidez, arrogância, autoritarismo e prepotência por parte de quem quer que seja" em especial "daquele investido na judicatura para promover justiça e paz social".
A ex-deputada, então mulher de Correa, Alice Tamborindeguy afirmou concordar com a decisão judicial e que a fala de Tamburini tinha "clara intenção de deboche". Segundo Tamborindeguy, a agente deve "cumprir a lei, mas sem destratar as pessoas" e questiona "se ela faz isso com um juiz, o que dirá com cidadão comum?".
A advogada Flávia Penido, indignada com a decisão judicial, lançou uma vaquinha para arrecadar a multa de cinco mil reais devida por Tamburini a Correa em função da condenação. Penido defende o apoio da sociedade à agente de trânsito e declarou que considera uma "barbaridade o juiz se achar com todos esses poderes. É uma pressão importante. O juiz não pode julgar com base na pressão da sociedade, mas a sociedade deve mostrar que está atenta ao que eles estão julgando. Acredito que isso é mais importante do que o dinheiro." Apelidada de divina vaquinha, arrecadou mais de três mil reais nas primeiras seis horas de funcionamento, e atingiu a meta de cinco mil reais aproximadamente nove horas depois do lançamento. Segundo Tamburini, o valor excedente arrecadado será doado a uma instituição de caridade.
A Corregedoria Nacional de Justiça, órgão ligado ao Conselho Nacional de Justiça (CNJ), decidiu, no dia 14 de outubro de 2014, revisar o processo disciplinar movido pelo Tribunal de justiça do Rio de Janeiro para avaliar a conduta de Correa que considerou o pedido de providências improcedente. A corregedoria do conselho analisa também a conduta do juiz quando ele atuava em Búzios. A investigação da corregedoria não pode alterar a decisão judicial, mas pode resultar em advertência, censura, transferência de comarca ou aposentadoria compulsória. Segundo editorial da Folha de S. Paulo, a decisão do Conselho Nacional de Justiça colocará em contraste dois modelos de organização social: "Um, arcaico, em que a aplicação das leis varia segundo o status de quem nelas se vê enredado; e outro, em que todo cidadão é tratado igualmente, em seus direitos e deveres, pelo Estado."
No dia 13 de novembro de 2014, Conselho Pleno da Ordem dos Advogados do Rio Janeiro (OAB/RJ) anunciou que pediria o afastamento de Correa até que todas as acusações fossem apuradas. Felipe Santa Cruz, presidente da OAB/RJ comentou "Ele precisa pedir uma licença para saber se tem condições de permanecer na magistratura. A conduta dele é venenosa para outros magistrados e as denúncias só aumentam.", afirmando que o "Tribunal de Justiça do Rio precisa dar uma resposta a essas queixas. Se o TJ agir com corporativismo, estará transferindo essa imagem negativa para outros juízes".
O CNJ decidiu revisar o processo que absolveu o juiz, em março de 2015. Em um despacho  o conselheiro Guilherme Calmon do CNJ afirmou que “As discrepâncias entre os votos são tais que conduzem, no mínimo, a uma dúvida razoável capaz de ensejar a revisão disciplinar por este órgão”. A conselheira Nancy Andrighi, corregedora nacional de Justiça, explicou em seu voto que os depoimentos são contraditórios em relação à postura da agente e do juiz. Mas, segundo o CNJ, não há dúvidas de que Correa deu voz de prisão a Luciana e conduziu o próprio carro à delegacia.